# Muriel Thomasset
Muriel Thomasset, née en 1971, est une physicienne française spécialisée en optique.

## Biographie
Elle se tourne vers un baccalauréat scientifique puis fait un Master d’Optique et Photonique.
Elle soutient en 1998 sa thèse de doctorat en physique intitulée « Imagerie à haute résolution spatiale dans le domaine X-UV à l’aide de lentilles à zones de Fresnel » sous la direction de Pierre Dhez en 1998 à l’université Pierre-et-Marie-Curie.
Elle entre au CNRS en 2000, et en 2003, elle reçoit le prix Irène-Joliot-Curie mention incitation (actions menées pour faire connaître les métiers scientifiques).
Elle travaille actuellement au Laboratoire de Métrologie du groupe Optique (LMO) sur le synchrotron SOLEIL.

## Prix
- 2003 : prix Irène-Joliot-Curie,  mention incitation (actions menées pour faire connaître les métiers scientifiques)[4]